# Spesolimab
Lo spesolimab, venduto con il nome commerciale di Spevigo, è un anticorpo monoclonale umanizzato impiegato nel trattamento della psoriasi pustolosa generalizzata, rara malattia della cute. Lo spesolimab ha per target il recettore (IL1RL2/IL1RAP) dell'interleuchina 36.
L'utilizzo dell'anticorpo è stato approvato negli Stati Uniti dalla Food and Drug Administration, nel settembre 2022; l'utilizzo farmacologico dello spesolimab è stato approvato nell'Unione Europea nel dicembre dello stesso anno.

## Status legale
Nell'ottobre 2022, il Comitato per i Medicinali ad Uso Umano (CHMP) dell'Agenzia europea per i medicinali (EMA) espresse un parere positivo sullo spesolimab, richiedendo l'autorizzazione alla sua commercializzazione nell'Unione Europea come terapia delle fasi acute della psoriasi pustolosa generalizzata in pazienti adulti. Nel dicembre 2022, la messa sul mercato del farmaco fu definitivamente approvata nell'Unione Europea.